# Rossovo morje
Rossovo morje je globok zaliv južnega oceana pri Antarktiki, med Viktorijino deželo in Deželo Marie Byrd ter znotraj Rossovega zaliva. Je najjužnejše morje na Zemlji. Morje je dobilo ime po britanskem raziskovalcu Jamesu Rossu, ki je to območje obiskal leta 1841. Zahodno od morja se nahajata Rossov otok in Viktorijina dežela, na vzhodu pa Rooseveltov otok in Polotok Edward VII. v Deželi Marie Byrd. Najjužnejši del morja je pokrit z Rossovo ledeno polico in je približno 320 km oddaljen od južnega tečaja. Njegove meje in območje je Novozelandski nacionalni inštitut za raziskave vode in atmosfere opredelil kot površino 637.000 kvadratnih kilometrov.
Kroženje Rossovega morja nadzoruje oceanski vrtinec, ki ga poganja veter, na tok pa močno vplivajo trije podmorski grebeni, ki potekajo od jugozahoda proti severovzhodu. Cirkumpolarni globokomorski tok je razmeroma topla, slana in s hranili bogata vodna masa, ki se na določenih mestih steka na celinsko polico. Rossovo morje je večino leta prekrito z ledom.
V vodi, polni hranilnih snovi, je veliko planktona, kar spodbuja bogato morsko favno. Na območju živi vsaj deset vrst sesalcev, šest vrst ptic in 95 vrst rib ter številni nevretenčarji, morje pa ostaja razmeroma nedotaknjeno s strani človeka. Nova Zelandija trdi, da je morje v njeni pristojnosti kot del Rossovega odvisnega ozemlja. Morski biologi menijo, da ima morje veliko biološko raznolikost, zato se v njem izvajajo številne znanstvene raziskave. Na to območje se osredotočajo tudi nekatere okoljevarstvene skupine, ki si prizadevajo za razglasitev tega območja za svetovni morski rezervat. Leta 2016 je bila z mednarodnim sporazumom ta regija prepoznana kot morski park.

## Opis
Rossovo morje je leta 1841 odkrila Rossova odprava. Na zahodu Rossovega morja je Rossov otok z ognjenikom Erebus, na vzhodu pa Rooseveltov otok. Južni del pokriva Rossova ledena polica. Roald Amundsen je svojo odpravo na južni tečaj začel leta 1911 iz Zaliva kitov, ki se je nahajal na polici. McMurdov morski rokav na zahodu Rossovega morja je pristanišče, ki je poleti običajno brez ledu. Najjužnejši del Rossovega morja je Gouldova obala, ki je od geografskega južnega tečaja oddaljena približno dvesto kilometrov.

## Geologija

### Kontinentalna polica
Rossovo morje (in Rossova ledena polica) prekriva globoko kontinentalno polico. Čeprav je povprečna globina svetovnih kontinentalnih polic (na prelomu police in celinskim pobočjem) približno 130 metrov, je povprečna globina Rossove police okoli 500 metrov. V zahodnem delu Rossovega morja (vzhodne zemljepisne dolžine) je plitvejše kot v vzhodnem delu (zahodne zemljepisne dolžine). To stanje je posledica ciklov erozije in odlaganja sedimentov zaradi širjenja in krčenja ledenih pokrovov, ki so v oligocenu in pozneje prekrivali polico. Podobne globine so prisotne tudi na drugih lokacijah po Antarktiki. Erozija je bila bolj osredotočena na notranje dele police, medtem ko je odlaganje sedimentov prevladovalo na zunanjem delu, zaradi česar je notranji del police postal globlji od zunanjega.
Seizmične raziskave v drugi polovici dvajsetega stoletja so opredelile glavne značilnosti geologije Rossovega morja. Najgloblje ali temeljne kamnine so prelomljene v štiri glavne severno usmerjene sisteme tektonskih jarkov, ki so kotline za sedimentno zapolnitev. Te kotline vključujejo Severno kotlino in kotlino Viktorijine dežele na zahodu, Osrednje kotlino in Vzhodno kotlino, ki je približno enako široka kot ostale tri. Coulmansko višavje ločuje Viktorijino kotlino in Centralno kotlino, Centralno višavje pa Centralno kotlino in Vzhodno kotlino. Do večine prelomov in spremljajočega nastankov tektonskih jaškov ter raztezanja skorje je prišlo med odrivanjem mikrokontinenta Zealandija od Antarktike v Gondvani v krednem obdobju. Paleogenski in neogenski prelomi in razširitve so omejene na Viktorijino kotlino in Severno kotlino.

### Stratigrafija
Tektonski jarki zgrajeni iz temeljnih kamnin so zapolnjeni z riftnimi sedimenti nejasne vrste in starosti. Razširjena diskordanca je zarezala v temeljno kamnino in sedimentno zapolnitev velikih kotlin. Nad to glavno diskordanco (imenovano RSU-6) se nahaja vrsta ledeniških morskih sedimentnih enot, ki so se odlagale med večkratnim napredovanjem in umikanjem antarktičnega ledenega pokrova po morskem dnu Rossovega morja v oligocenu in pozneje.

### Geološko vrtanje
Z vrtanjem so bili na zahodnem robu morja pridobljeni vzorci jeder kamnin. Najambicioznejša nedavna prizadevanja sta projekt Cape Roberts (CRP) in projekt ANDRILL. V 28. fazi projekta Deep Sea Drilling Project (DSDP) je bilo opravljenih več vrtanj (270-273) v osrednjem in zahodnem delu morja. S tem je bila določena stratigrafija večine starejših ledeniških sekvenc, ki vključujejo oligocenske in mlajše sedimente. Predlagano je, da je velika diskordanca RSU-6 v Rossovem morju označevala globalni podnebni dogodek in prvi pojav antarktičnega ledenega pokrova v oligocenu.
V letu 2018 je 374. odprava Mednarodnega programa za odkrivanje oceanov (IODP), najnovejšega naslednika DSDP, v osrednjem delu Rossovega morja izvrtala dodatne vrtine (U1521-1525) za ugotavljanje zgodovine neogenskega in kvartarnega ledenega pokrova.

### Temeljne kamnine
Izvor temeljnih kamnin in zapolnitve znotraj tektonskih jarkov je znan le na nekaj lokacijah. Temeljne kamnine so bile vzorčene na vrtalni lokaciji 270 v okviru projekta DSDP faze 28, kjer so bile pridobljene metamorfne kamnine neznane starosti, in v vzhodnem delu Rossovega morja, kjer so bile zbrane s plovnim bagrom. Na obeh lokacijah so metamorfne kamnine meloniti, deformirani v kredi, kar kaže na izjemno raztezanje Rossovega zaliva v tem času.
Dežela Marie Byrd – Kamnine, ki so izpostavljene v zahodnem delu dežele Marie Byrd na polotoku Edward VII. in v Fordovem gorovju, lahko predstavljajo temelj v vzhodnem delu Rossovega morja. Najstarejše kamnine so permski sedimenti Swansonske formacije, ki so rahlo metamorfozirane. Fordov granodiorit devonske starosti vdira v te sedimente. Kredni granit Byrdove obale pa vdira v starejše kamnine. Byrdovo obalo in starejše formacije so razrezali bazaltni jarki. V Fordovem in Fosdickovem gorovju so raztresene pozno kenozojske vulkanske kamnine, ki jih zahodno od polotoka Edvarda VII. ni. Metamorfne kamnine, migmatiti, se nahajajo v Fosdickovem gorovju in Aleksandrinem gorovju. Te so bile v kredi metamorfozirane in deformirane.
Rossova superskupina in superskupina Beacon (The Ross Supergroup system and Beacon Supergroup) – Rossov sistem kamnin izpostavljenih v Viktorijini deželi in v Transantarktičnem gorovju na zahodni strani Rossovega morja, sta možni temeljni kamnini pod sedimentnim pokrovom morskega dna. Kamnine izvirajo iz zgornjega prekambrija do spodnjega paleozoika in so se na mnogih mestih deformirale med Rossovo orogenezo v kambriju. Te miogeosinklinalne metasedimentne kamnine so delno sestavljene iz kalcijevega karbonata, pogosto tudi iz apnenca. Skupine v Rossovem sistemu vključujejo skupino Robertsonovega zaliva, skupino Priestley, skupino Skelton, skupino Beardmore, skupino Byrd, skupino kraljice Maud in skupino Koettlitz.
Skupina Robertsonovega zaliva je zelo podobna drugim članom Rossovega sistema. Kamnine skupine Priestley so podobne kamninam skupine Robertsonovega zaliva in vključujejo temne skrilavce, argilite, meljevce, drobne peščenjake in apnence. Najdemo jih v bližini Priestleyjevega in Campbellovega ledenika. Trideset kilometrov vzdolž spodnjega dela Skeltonovega ledenika so apnenčasti muljasti peščenjaki in argiliti skupine Skelton. Na območju med spodnjim Beardmorovim ledenikom in spodnjim Shackeltonovim ledenikom se nahaja skupina Beardmore. Severno od Nimrodinega ledenika se nahajajo štiri blokovske prelomnice, ki sestavljajo Byrdovo skupino. Vsebina skupine kraljice Maud je v glavnem posttektonski granit.
Beaconov peščenjak devonsko-triasnega izvora in Karoo-Ferrar vulkanske kamnine jurskega izvora so od Rossove superskupine ločene s Kukrijevim peneplenom. Po poročilih naj bi bile v jedrih vrtine projekta Cape Roberts na zahodnem robu Rossovega morja odkrite Beaconove kamnine.

## Oceanografija

### Kroženje
Kroženje Rossovega morja, v katerem prevladujejo polinjasti procesi, je na splošno zelo počasno. Cirkumpolarna globoka voda (CGV) je razmeroma topla, slana in s hranili bogata vodna masa, ki se na določenih mestih v Rossovem morju steka na kontinentalno polico. Ta vodna masa s toplotnim tokom blaži ledeni pokrov. Voda ob površju zagotavlja toplo okolje za nekatere živali in hranila, ki spodbujajo primarno proizvodnjo. Znano je, da je prenos CGV na polico stalen in periodičen ter da poteka na določenih mestih, na katera vpliva topografija dna. V kroženju Rossovega morja prevladuje vetrni vrtinec. Na tok močno vplivajo trije podmorski grebeni, ki potekajo od jugozahoda proti severovzhodu.
Tok nad polico pod površinskim slojem sestavljata dva anticiklonska vrtinca, ki ju povezuje osrednji ciklonski tok. Spomladi in pozimi je tok zaradi plimovanja povečan. Rossovo morje je večji del leta prekrito z ledom oz. koncentracije ledu. V južni osrednji regiji skoraj ne pride do taljenja. Na koncentracijo ledu v Rossovem morju vplivajo vetrovi, pri čemer se led v zahodni regiji zadržuje vso avstralsko pomlad, januarja pa se zaradi lokalnega segrevanja na splošno topi. To povzroča izjemno močno stratifikacijo in plitve mešane plasti v zahodnem delu Rossovega morja. Opazovanje in dostop do podatkov v regiji usklajuje delovna skupina za Rossovo morje v okviru sistema za opazovanje južnega oceana.

## Ekološki pomen in ohranjanje
Rossovo morje je eno zadnjih morij na Zemlji, ki je še vedno razmeroma nedotaknjeno. Zaradi tega je skoraj povsem brez onesnaževanja in vnosa invazivnih vrst. Zato je Rossovo morje postalo središče pozornosti številnih okoljevarstvenih skupin, ki se zavzemajo za razglasitev tega območja za svetovni morski rezervat, saj je to redka priložnost, da se Rossovo morje zaščiti pred vse večjim številom groženj in uničenj. Morski biologi menijo, da ima Rossovo morje zelo veliko biotsko raznovrstnost, zato ima dolgo zgodovino človeškega raziskovanja in znanstvenih raziskav, s tem, da nekateri podatki segajo več kot 150 let nazaj.

### Biotska raznovrstnost
V Rossovem morju živi vsaj 10 vrst sesalcev, 6 vrst ptic, 95 vrst rib in več kot 1000 vrst nevretenčarjev. Nekatere vrste ptic, ki gnezdijo v Rossovem morju in njegovi bližini, so Adelijski pingvin (Pygoscelis adeliae), cesarski pingvin (Aptenodytes forsteri), Thalassoica antarctica, snežni viharnik (Pagodroma nivea) in antarktična govnačka (Stercorarius maccormicki). Med morskimi sesalci v Rossovem morju so Balaenoptera bonaerensis, orka (Orcinus orca), Weddellov tjulenj (Leptonychotes weddellii), rakar (Lobodon carcinophaga) in morski leopard (Hydrurga leptonyx). V hladni antarktični vodi Rossovega morja plavajo tudi antarktična zobata riba (Dissostichus mawsoni), Pleuragramma antarctica, antarktični kril (Euphausia superba) in Euphausia crystallorophias.
Flora in favna sta podobni drugim morskim območjem južne Antarktike. Zlasti poleti je morska voda bogata s hranilnimi snovmi, kar omogoča bogato planktonsko življenje in s tem hrano za večje vrste, kot so ribe, tjulnji, kiti ter morske in obalne ptice.
Albatrosi so pri potovanju odvisni od vetra, kajti v brezvetrju se ne morejo dvigniti v zrak. Zahodni vetrovi ne segajo tako daleč proti jugu, kot je ledeni rob, zato albatrosi ne potujejo pogosto do ledene ploskve. Če bi albatros pristal v brezvetrju, bi bil več dni ujet na ledeni plošči.
V obalnih delih morja so številna gnezdišča Adelijskih in cesarskih pingvinov, ki so jih opazili na več mestih po Rossovem morju, tako ob obali kot na odprtem morju.
22. februarja 2007 so v Rossovem morju ujeli 10 metrov dolgega lignja vrste Mesonychoteuthis hamiltoni, ki je tehtal 495 kilogramov.

### Ribolov zobatih rib
Ribolov zobatih rib v Rossovem morju na Antarktiki je leta 2010 neodvisno potrdil Svet za upravljanje morja, program Seafood Watch akvarija Monterey Bay Aquarium pa ga je ocenil kot "dobro alternativo". Vendar je bilo v dokumentu iz leta 2008, ki je bil predložen CCAMLR-u, navedeno znatno zmanjšanje populacij zobatih rib, zlasti v McMurdovem morskem rokavu, ki sovpada z razvojem industrije industrijskega ribolova zobatih rib od leta 1996, druga poročila pa navajajo, da se je sočasno zmanjšalo tudi število ork. Poročilo priporoča začasno ukinitev ribolova na Rossovi polici. Oktobra 2012 je Philippa Ross, pra pra pravnukinja Jamesa Rossa, izrazila svoje nasprotovanje ribolovu na tem območju.
Novozelandski znanstveniki so v južni zimi 2017 prvič odkrili gnezdišče antarktične zobate ribe v severnih podmorskih grebenih Rossovega morja in poudarili, kako malo je znanega o tej vrsti.

### Zavarovano morsko območje
28. oktobra 2016 je CCAMLR na letnem zasedanju v Hobartu v skladu s sporazumom, ki ga je podpisalo 24 držav in Evropska unija, razglasila morski park v Rossovem morju. Park je zavaroval več kot 1,5 milijona kvadratnih kilometrov morja, kar je bilo takrat največje zaščiteno območje na svetu.
Vendar pa je bila v pogajanjih vključena določba o prenehanju veljavnosti sporazuma po 35 letih, kar pomeni, da ne ustreza opredelitvi Mednarodne zveze za ohranjanje narave za zavarovano morsko območje, ki zahteva, da je to trajno.
Komisija za ohranjanje živih morskih virov na Antarktiki (CCAMLR) je leta 2005 naročila znanstveno analizo in načrtovanje zavarovanih morskih območij na Antarktiki. Leta 2010 je CCAMLR potrdila predlog svojega znanstvenega odbora za razvoj zavarovanih morskih območij na Antarktiki za namene ohranitve. Ministrstvo za zunanje zadeve ZDA je na zasedanju CCAMLR septembra 2012 predložilo predlog za zavarovano območje v Rossovem morju. Na tej stopnji se je začela vztrajna kampanja različnih mednarodnih in nacionalnih nevladnih organizacij za pospešitev procesa.
Julija 2013 je CCAMLR organizirala sestanek v Bremerhavnu v Nemčiji, na katerem je odločala, ali naj Rossovo morje postane zavarovano morsko območje. Dogovor je propadel, ker je Rusija glasovala proti, saj so njeni predstavniki navedli, da niso prepričani, ali ima komisija pooblastila za vzpostavitev zavarovanega morskega območja.
Oktobra 2014 je bil predlog o zavarovanem morskem območju ponovno zavrnjen na zasedanju CCAMLR, saj sta Kitajska in Rusija glasovali proti. Na srečanju oktobra 2015 je bil s pomočjo Kitajske razširjen revidiran predlog o zavarovanem morskem območju, ki sta ga pripravili ZDA in Nova Zelandija, vendar sta prednostne naloge zavarovanega morskega območja spremenili, saj sta dovolili komercialni ribolov. Rusija je predlog ponovno zavrnila.

## V popularni kulturi
Kitov zaliv je v kratki zgodbi z naslovom Sur Ursule K. LeGuin predstavljen kot kraj pristanka in bazni tabor ženske raziskovalne ekipe. V zgodbi so ženske prve, ki dosežejo južni tečaj, vendar svoj dosežek skrivajo, da bi Amundsenu prihranile sramoto.